# خوليو ألبرتو هرنانديز
خوليو ألبرتو هرنانديز هو ملحن وعازف بيانو دومينيكاني، ولد في 27 سبتمبر 1900 في سانتياغو دي لوس كاباليروس في جمهورية الدومينيكان، وتوفي في 2 أبريل 1999.